# Charonne (Métro Paris)

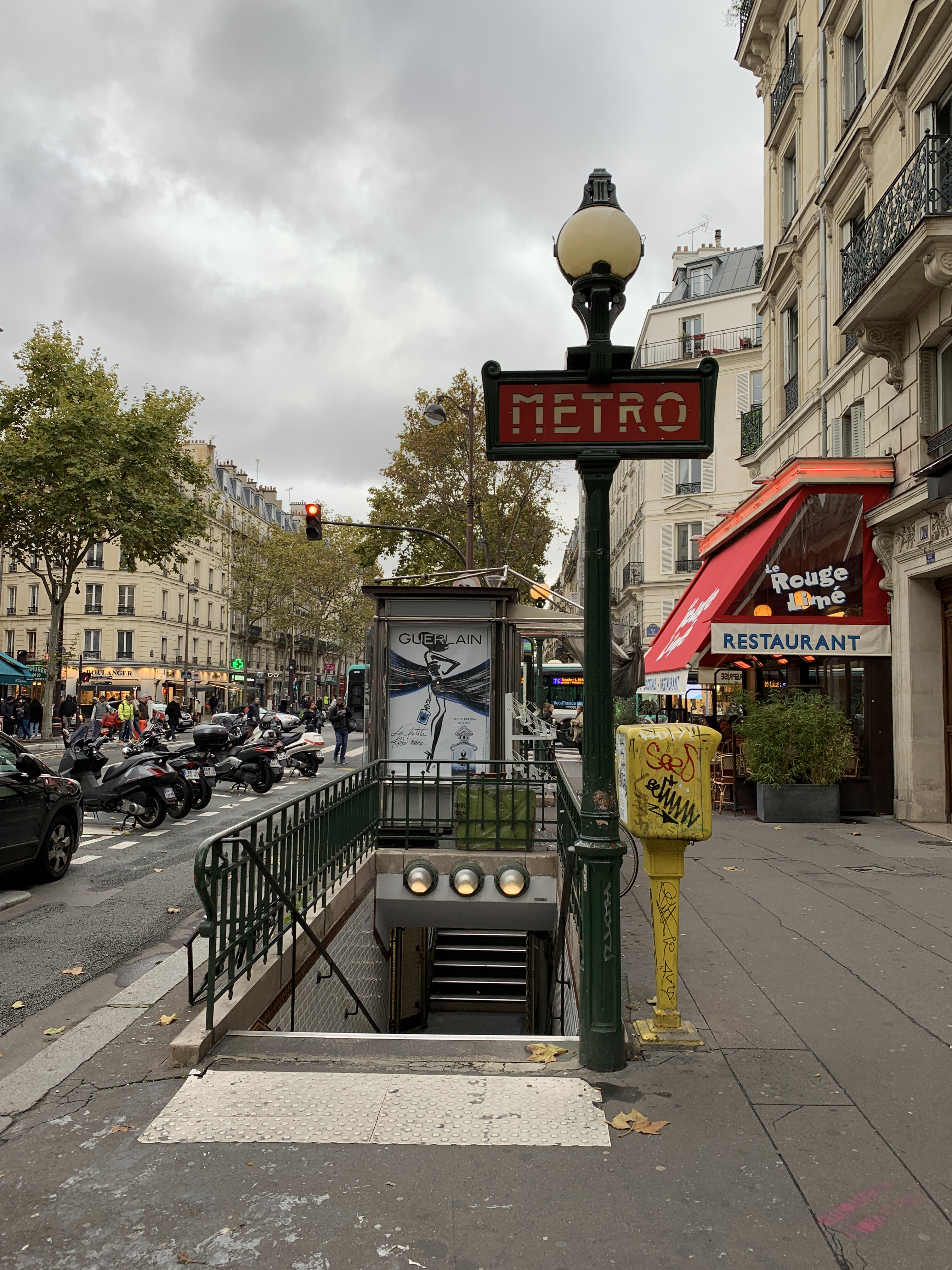
Zugang mit Dervaux-Kandelaber

Der U-Bahnhof Charonne [ʃaʁɔn] ist eine unterirdische Station der Linie 9 der Pariser Métro.

## Lage
Die Station befindet sich an der Grenze des Quartier de la Roquette mit dem Quartier Sainte-Marguerite im 11. Arrondissement von Paris. Sie liegt längs unter dem Boulevard Voltaire in Höhe dessen Kreuzung mit der Rue de Charonne.

## Name
Namengebend ist die Rue de Charonne. Sie führte in das 1860 nach Paris eingemeindete Dorf Charonne, das vorher in der Gemeinde Saint-Denis lag und heute als Quartier de Charonne zum 20. Arrondissement gehört.

## Geschichte und Beschreibung
Die Station wurde am 10. Dezember 1933 in Betrieb genommen, als die Linie 9 um 6430 m von Richelieu – Drouot bis Porte de Montreuil verlängert wurde. Sie weist zwei Seitenbahnsteige an zwei Streckengleisen auf und wurde mit einer Länge von 105 m errichtet. Der Querschnitt ist ellipsenförmig, Decke und Wände sind weiß gefliest. Die Seitenwände folgen der Krümmung der Ellipse.
Die beiden Zugänge liegen am Boulevard Voltaire südlich der Rue de Charonne. Sie sind durch je einen von Adolphe Dervaux im Stil des Art déco entworfenen Kandelaber markiert. Dazu gibt es dort einen weiteren Ausgang mit einer Rolltreppe.

## Fahrzeuge

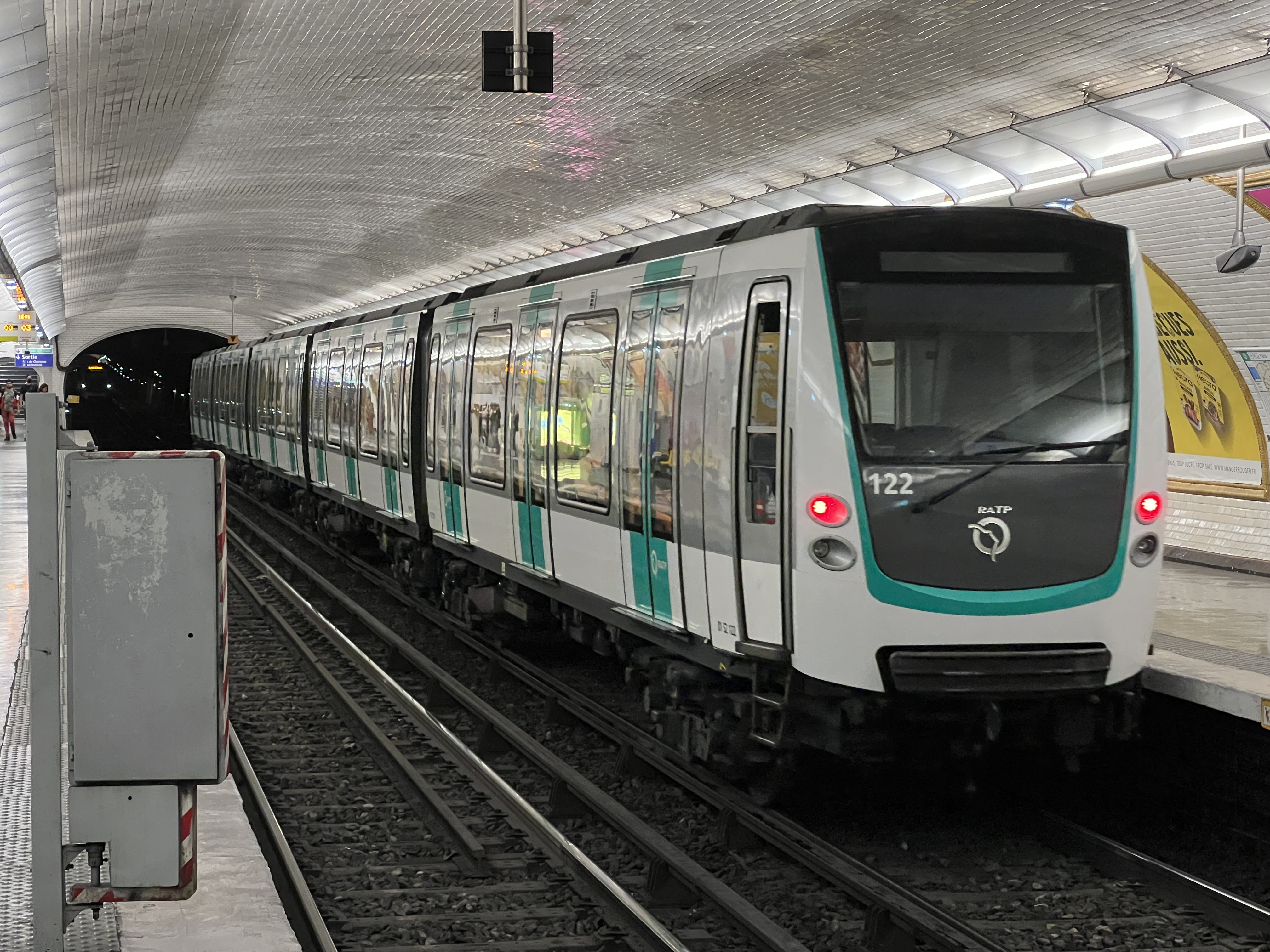
Ausfahrender Zug der Baureihe MF 01

Die Linie 9 wird mit konventionellen Fahrzeugen betrieben, die auf Stahlschienen verkehren. Zunächst verkehrten Züge der Bauart Sprague-Thomson, die dort ihr letztes Einsatzgebiet hatten. 1983 kam die Baureihe MF 67 auf die Strecke. Seit Oktober 2013 kam zunehmend die Baureihe MF 01 zum Einsatz, am 14. Dezember 2016 verkehrte der letzte MF-67-Zug auf der Linie 9.

## Polizeigewalt an der Metrostation Charonne 1962

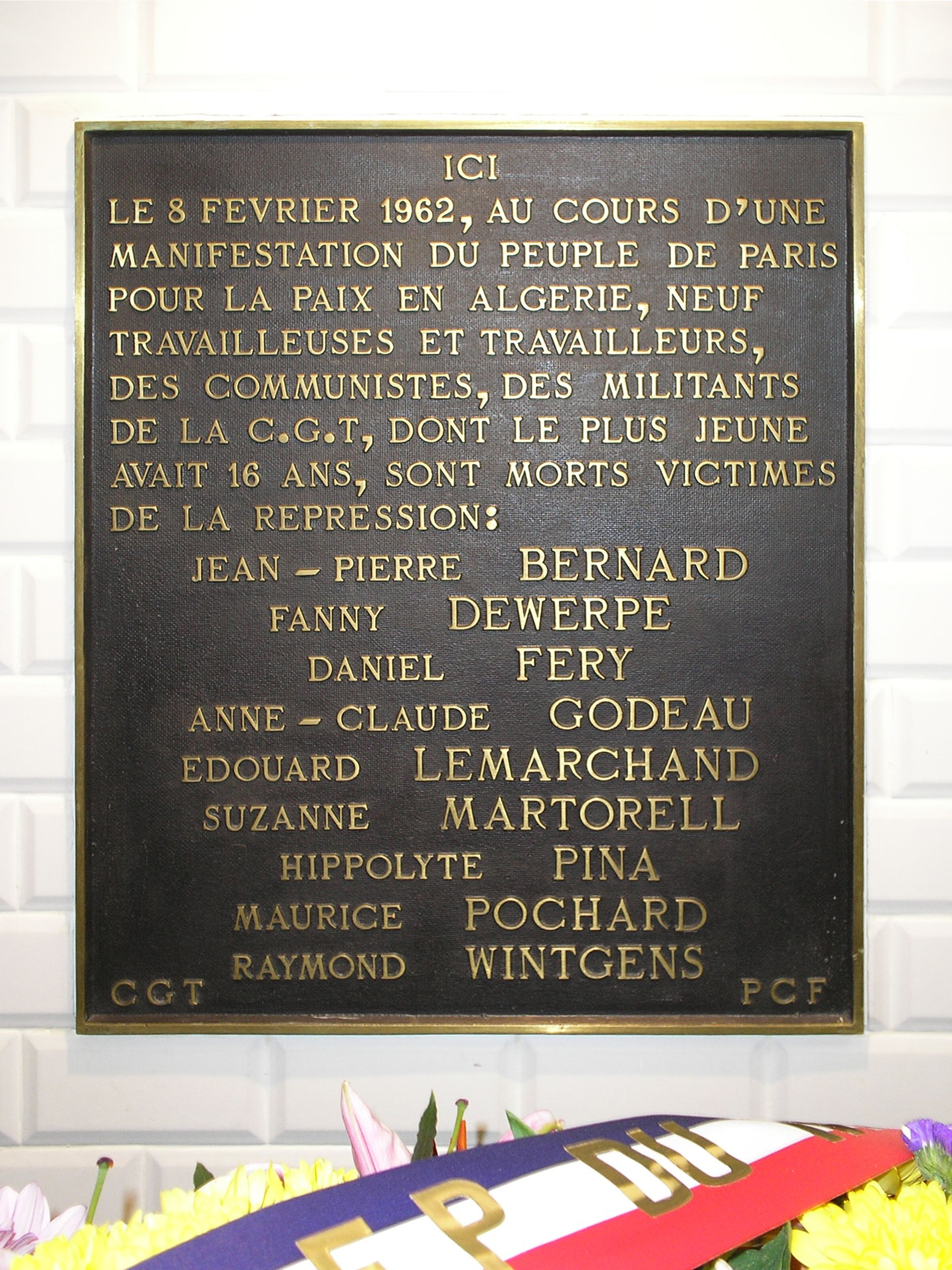
Gedenktafel an das Massaker in der Metrostation

Am 8. Februar 1962 hatten Gewerkschaften, die Parti communiste français und andere Linksorganisationen eine Demonstration gegen die Aktionen der Organisation de l’armée secrète (OAS) und gegen den Algerienkrieg organisiert. Die Demonstration wurde von den Polizeibehörden verboten. Maurice Papon, damals Polizeipräfekt von Paris, hatte im Einverständnis mit dem Innenminister Roger Frey und dem Präsidenten Charles de Gaulle den Befehl gegeben, die Demonstration zu verhindern und aufzulösen. Die Demonstration bestand aus mehreren Marschgruppen, die sich an der Place de la Bastille treffen sollten. Manche lösen sich vor diesem Ziel friedlich auf, andere wurden von der Polizei angegriffen.
Etwa 4000 Personen befanden sich an der Straßenkreuzung der Rue de Charonne mit dem Boulevard Voltaire, als die Polizei sie gewaltsam auseinandertreiben wollte, sie aber auch gleichzeitig teilweise einkesselte. Ein Teil der Menge floh in die Metrostation Charonne. Mehrere Personen stürzten auf den Eingangstreppen und wurden von der Menge erdrückt, andere wurden durch von der Polizei geworfenen Metallgitter erschlagen. Es gab acht Tote und einen Schwerverletzten, der später im Krankenhaus verstarb.
Eine Gedenktafel erinnert an die Toten in der Metrostation. Die Straßenkreuzung Rue de Charonne / Boulevard Voltaire wurde 2007 zum Gedenken in Place du 8 Février 1962 umbenannt.